# Sergi Pàmies
Pour les articles homonymes, voir Pàmies.
Sergi Pàmies i López plus connu comme Sergi Pàmies i Bertran ou simplement Sergi Pàmies, né le 26 janvier 1960 à Paris, est un écrivain, journaliste, traducteur et critique de télévision espagnol d'expression catalane.

## Biographie
Il est le fils de l'écrivaine Teresa Pàmies et de l'homme politique Gregorio López Raimundo. Il passe son enfance à Gennevilliers jusqu'à l'âge de 11 ans, ses parents s'installant avec lui à Barcelone en juillet 1971. Il apprend alors le catalan qui deviendra sa langue d'écrivain.
Journaliste à El País, il tient également une chronique quotidienne au journal du matin La Vanguardia, en plus d'apparaître à la radio et à la télévision comme critique et journaliste sportif.
En littérature, il amorce sa carrière en publiant des nouvelles à partir des années 1980. Il aborde le roman en 1990 avec La Première Pierre (La primera pedra), suivi en 1993 par L'Instinct (L'instint) qui lui vaut le Premio Prudenci Bertrana (ca) du roman.
Il excelle toutefois dans la nouvelle. En 1998, il obtient le Prix de la critique Serra d'Or pour son recueil intitulé Le Grand Roman de Barcelone (La gran novel·la sobre Barcelona). En 2007, il remporte le Prix Lletra d'Or et le Premi Ciutat de Barcelona (ca) pour le recueil Si tu manges un citron sans faire de grimaces (Si menges una llimona sense fer ganyotes), adapté à la télévision en 2008 pour le téléfilm en catalan Mà morta truca a la porta réalisé par Ramón Costafreda.
Le prix international de journalisme Manuel-Vázquez-Montalbán lui est décerné en 2013 pour honorer son travail dans le milieu du journaliste sportif.

## Œuvre

### Romans
- La primera pedra (Quaderns Crema, 1990)  (ISBN 978-84-7727-060-7) Publié en français sous le titre La Première Pierre, Nîmes, J. Chambon, 1995  (ISBN 2-87711-118-0)
- L'instint (Quaderns Crema, 1993)  (ISBN 978-84-7727-101-7) Publié en français sous le titre L'Instinct, Nîmes, J. Chambon, coll. « Métro », 1993  (ISBN 2-87711-095-8)
- Sentimental (Quaderns Crema, 1995)  (ISBN 978-84-7727-135-2) Publié en français sous le titre Sentimental, Nîmes, J. Chambon, coll. « Métro », 1997  (ISBN 2-87711-173-3)

### Recueils de nouvelles
- T'hauria de caure la cara de vergonya (Quaderns Crema, 1986)  (ISBN 978-84-85704-85-9) Publié en français sous le titre Aux confins du fricandeau, Nîmes, J. Chambon, 1988  (ISBN 2-87711-002-8) ; réédition, Paris, Le Serpent à plumes, coll. « Motifs » no 4, 1994  (ISBN 2-908957-17-5)
- Infecció (Quaderns Crema, 1987)  (ISBN 978-84-7727-006-5) Publié en français sous le titre Infection, Nîmes, J. Chambon, 1989  (ISBN 2-87711-028-1) ; réédition sous le titre On ne peut pas s'étouffer avec des vermicelles, Nîmes, J. Chambon, coll. « Nouvelles du monde » no 4, 2003  (ISBN 2-84156-516-5)
- La gran novel·la sobre Barcelona (Quaderns Crema, 1999)  (ISBN 978-84-7727-186-4) Publié en français sous le titre Le Grand Roman de Barcelone, Nîmes, J. Chambon, 2002  (ISBN 2-87711-244-6)
- L'últim llibre de Sergi Pàmies (Quaderns Crema, 2000)  (ISBN 978-84-7727-309-7) Publié en français sous le titre Le Dernier Livre de Sergi Pàmies, Nîmes, J. Chambon, 2007  (ISBN 978-2-7427-7016-8)
- Si menges una llimona sense fer ganyotes (Quaderns Crema, 2006)  (ISBN 978-84-7727-452-0) Publié en français sous le titre Si tu manges un citron sans faire de grimaces, Nîmes, J. Chambon, 2008  (ISBN 978-2-7427-7711-2)
- La bicicleta estàtica (Quaderns Crema, 2010)  (ISBN 978-84-7727-487-2) Publié en français sous le titre La Bicyclette statique, Nîmes, J. Chambon, 2011  (ISBN 978-2-330-00034-9)
- Canciones de amor y de lluvia (Quaderns Crema, 2013) Publié en français sous le titre Chansons d'amour et de pluie, Nîmes, J. Chambon, 2014  (ISBN 978-2-330-03020-9)
- L'art de portar gavardina (Quaderns Crema, 2018) Publié en français sous le titre L'Art de porter l'imperméable, traduction d'Edmond Raillard, Nîmes, Jacqueline Chambon, 2019  (ISBN 978-2330121310)

### Scénarios

#### À la radio
- El matí de Josep Cuní, pour Catalunya Ràdio, 1989
- Sang bruta (avec Quim Monzó), ràdionovel·la pour Catalunya Ràdio, 1990

#### Au cinéma
- 2002 : Vivancos 3, film espagnol réalisé par Albert Saguer, scénario original de Sergi Pàmies en collaboration avec le réalisateur

### Traductions
- Guillaume Apollinaire, Les onze mil vergues, Barcelona, La Magrana, 1988
- Jean-Philippe Toussaint, La màquina de fer fotos, Barcelona, La Magrana, 1989
- Agota Kristof, El gran quadern, Barcelona, La Magrana, 1989
- Agota Kristof, La prova, Barcelona, La Magrana, 1990
- Agota Kristof, La tercera mentida, Barcelona, La Magrana, 1991
- Bob de Groot, Lleonard sempre és un geni, Barcelona, Columna-Unicorn, 1991
- Daniel Pennac, Com una novel.la, Barcelona, Empúries, 1995
- Charles Perrault, La caputxeta vermella i altres contes, Edicions 62, 1995
- Agota Kristof, Ahir, Barcelona, La Magrana, 1996
- Agota Kristof, L'hora grisa, o L'últim client, Barcelona, La Magrana, 2000
- Amélie Nothomb, Estupor y temblores, Barcelona, Anagrama, 2000

### Prix
- 1990 : Premi Ícaro pour La Première Pierre
- 1993 : Premi Prudenci Bertrana de novel·la pour L'Instinct
- 1993 : finaliste du prix Laure-Bataillon pour L'Instinct
- 1998 : prix de la critique Serra d'Or pour Le Grand Roman de Barcelone
- 2007 : Premi Ciutat de Barcelona pour Si tu manges un citron sans faire de grimaces
- 2007 : prix Lletra d'Or pour Si tu manges un citron sans faire de grimaces
- 2007 : Premi Setenil pour Si tu manges un citron sans faire de grimaces
- 2013 : prix international de journalisme Manuel-Vázquez-Montalbán